# Huwelijksleeftijd
De huwbare of huwelijksleeftijd is de leeftijd waarop men een huwelijk mag aangaan. Deze leeftijd verschilt van land tot land. In bepaalde gevallen kan dispensatie verleend worden aan mensen die niet voldoen aan het leeftijdsvereiste. De huwbare leeftijd valt te onderscheiden van de huwelijksmeerderjarigheid, die te maken heeft met ouderlijke toestemming.

## Romeins recht
Het leeftijdsvereiste werd in het Romeinse recht bepaald aan de hand van geslachtsrijpheid. De man moest de leeftijd van veertien en de vrouw die van twaalf jaar bereikt hebben om in het huwelijk te mogen treden. Een Romein had wel toestemming nodig van de pater familias. Het leeftijdsvereiste was aanvankelijk niet voor de man van toepassing; zijn geslachtsrijpheid werd specifiek onderzocht.

## Hedendaags recht

### België
Sinds 1990 geldt in België een huwelijksleeftijd van achttien jaar, aldus bepaald in artikel 144 van het Burgerlijk Wetboek. Daarvoor was de huwelijksleeftijd opgelegd  door het BW van 1804, dat toen de limiet voor vrouwen naar 15 verhoogde, van de 13 jaar, ingesteld door de Franse revolutionaire regering in 1792 (en ingevoerd toen België geannexeerd werd door Frankrijk).  In artikel 145 wordt hierop een uitzondering mogelijk gemaakt: de jeugdrechtbank mag om gewichtige redenen aan minderjarigen toestemming verlenen om een huwelijk aan te gaan. Een minderjarige mag volgens artikel 148 geen huwelijk aangaan zonder toestemming van beide ouders, tenzij de rechtbank oordeelt dat de weigering van toestemming een misbruik is. In het geval dat de rechtbank de verbodsbepaling opheft, brengt dit onmiddellijk de ontvoogding van de minderjarige met zich mee.
| Wet(boek)    | Burgerlijke Wetboek |
| Artikel      | Artt. 144 en 145 |
| Omschrijving | 144. Niemand mag een huwelijk aangaan voor hij de leeftijd van achttien jaar heeft bereikt. 145. Om gewichtige redenen kan de jeugdrechtbank de in het vorige artikel vervatte verbodsbepaling opheffen. (De vordering wordt bij verzoekschrift ingediend, ofwel door beide ouders, ofwel door een van hen, ofwel door de voogd, ofwel door de minderjarige indien de ouders of de voogd niet in het huwelijk toestemmen.) De procedure wordt ingeleid tegen een bepaalde dag. De rechtbank doet uitspraak binnen vijftien dagen, de ouders (of de voogd), de minderjarige en de aanstaande echtgenoot opgeroepen en de procureur des Konings gehoord. Hoger beroep kan (binnen acht dagen na de kennisgeving per gerechtsbrief van het vonnis) worden ingesteld en het Hof doet uitspraak binnen vijftien dagen. (Het vonnis wordt eveneens door de griffier aan het bevoegde openbaar ministerie medegedeeld) Tegen het vonnis of arrest is geen verzet mogelijk. |

### Nederland
Artikel 1:31 van het Burgerlijk Wetboek bevat een leeftijdsvereiste: twee mensen moeten ten minste achttien jaar oud zijn om met elkaar in het huwelijk te mogen treden (dus een kinderhuwelijk is niet mogelijk).
| Wet(boek)    | Burgerlijk Wetboek                                                                                          |
| Artikel      | Art. 1:31                                                                                                   |
| Omschrijving | Om een huwelijk te mogen aangaan moeten een man en een vrouw de leeftijd van achttien jaren hebben bereikt. |

Met "een man en een vrouw" wordt niet bedoeld dat de een een man en de ander een vrouw moet zijn, maar dat de leeftijdsgrens niet afhangt van het geslacht. 
Ook in het buitenland gesloten huwelijken met minderjarige partners kunnen pas worden erkend als de beide partners minimaal 18 jaar zijn.

#### Geschiedenis
In Nederland gold op grond van de Code Napoléon een huwelijksleeftijd van achttien jaar voor mannen en vijftien jaar voor vrouwen. De invoering van het Burgerlijk Wetboek in 1838 had tot gevolg dat vrouwen pas vanaf hun zestiende levensjaar mochten trouwen, want vrouwen zouden zich in de Nederlanden minder snel ontwikkelen. Sinds 1985 moeten zowel de man als de vrouw achttien jaar oud zijn.
De Wet van 7 oktober 2015 tot wijziging van Boek 1 en Boek 10 van het Burgerlijk Wetboek betreffende de huwelijksleeftijd, de huwelijksbeletselen, de nietigverklaring van een huwelijk en de erkenning van in het buitenland gesloten huwelijken (Wet tegengaan huwelijksdwang) trad op 5 december 2015 in werking. Deze behelsde onder meer het vervallen van uitzonderingen op het vereiste dat voor het aangaan van een huwelijk de leeftijd van 18 jaar moet zijn bereikt.

### Suriname
In Suriname mag de man een huwelijk aangaan vanaf de leeftijd van zeventien jaar; de vrouw vanaf de leeftijd van vijftien jaar. Dat is bepaald door artikel 82 van het Burgerlijk Wetboek van Suriname.
| Wet(boek)    | Burgerlijk Wetboek |
| Artikel      | Art. 82 |
| Omschrijving | Een jonge man, de volle ouderdom van zeventien, en een jonge dochter, de volle ouderdom van vijftien jaren niet bereikt hebbende, mogen geen huwelijk aangaan. De President kan echter, om gewichtige redenen, dit verbod door het verlenen van dispensatie opheffen." |

### Verenigde Staten

Algemene huwelijksleeftijd in de Verenigde Staten per deelstaat.
18
19
21

Met uitzondering van Nebraska en Mississippi, waar een huwbare leeftijd van negentien respectievelijk eenentwintig jaar geldt, kan men in alle deelstaten van de Verenigde Staten vanaf de leeftijd van achttien jaar zelfstandig een huwelijk aangaan. Zevenentwintig deelstaten kennen echter geen wettelijk vastgelegde minimumleeftijd; minderjarigen kunnen er in het huwelijk treden op voorwaarde dat zij toestemming hebben van hun ouders en/of een rechter. In de overige drieëntwintig deelstaten gelden minimumleeftijden variërend tussen zeventien (Nebraska en Oregon) en dertien jaar (voor meisjes in New Hampshire). Volgens actiegroep Unchained At Last trouwden tussen 2000 en 2010 in 38 deelstaten meer dan 167.000 personen die de leeftijd van achttien jaar nog niet hadden bereikt.